# Kîsorîci, Rokîtne
Kîsorîci (în ucraineană Кисоричі) este localitatea de reședință a comunei Kîsorîci din raionul Rokîtne, regiunea Rivne, Ucraina.

## Demografie
Componența lingvistică a localității Kîsorîci
     Ucraineană (99,78%)
     Alte limbi (0,22%)
Conform recensământului din 2001, majoritatea populației localității Kîsorîci era vorbitoare de ucraineană (99,78%), existând în minoritate și vorbitori de alte limbi.